# Opération Herring
Campagne d'Italie de la Seconde Guerre mondiale
Batailles
Invasion de la Sicile
- Lampedusa
- Corkscrew
- Mincemeat
- Barclay
- Animals
- Chestnut
- Narcissus
- Fustian
- Ladbroke
- Gela
- Troina
- Centuripe

Invasion de l'Italie
- Baytown
- Avalanche
- Rome
- Slapstick
- Armistice de Cassibile
- Achse
- Naples
- Bombardement du Vatican
- Ligne Volturno
- Libération de la Corse
- Ligne Barbara
- Bombardement de Bari

Ligne Gustave
- Ligne Bernhardt
- Raincoat
- San Pietro Infine
- Rivière Moro
- Ortona
- Rivière Rapido
- Monte Cassino
- Shingle
- Cisterna
- Diadem
- Strangle
- Ligne Trasimene
- Libération de Rome
- Ancône
- Brassard

Ligne gothique
- Rimini
- Saint-Marin
- Gemmano
- Montecieco
- Monte Castello
- Garfagnana

Offensive du printemps 1945
- Tombola
- Bowler
- Roast
- Bologne
- Argenta Gap
- Herring
- Collecchio

Guerre civile italienne
L'opération Herring est une mission alliée qui représente le dernier largage de combat aéroporté de la Seconde Guerre mondiale en Europe.

## Contexte
L'offensive alliée d'avril 1945 sur le front italien, qui doit mettre fin à la campagne d'Italie, a pour objectif de percer de manière décisive la ligne gothique allemande, la ligne défensive le long des Apennins et de la plaine du Pô jusqu'à la mer Adriatique et remonter vers le nord pour occuper le nord de l'Italie pour atteindre les frontières autrichienne et yougoslave le plus rapidement possible. Cependant, les points forts allemands, ainsi que le dynamitage des ponts, des routes et des digues, et toute résistance déterminée dans la plaine de la vallée du Pô ralentira l'avancée prévue. Les planificateurs alliés estiment que le largage de parachutistes dans certaines zones et localités clés au sud du fleuve Pô pourrait faire des ravages dans la zone arrière allemande, pour attaquer les communications et les colonnes de véhicules allemands, à perturber davantage la retraite allemande et à empêcher les ingénieurs allemands de faire sauter des structures clés lors de leur retraite. Les fers de lance alliés pourraient les exploiter. Le lieutenant-général Richard McCreery, commandant de la 8e armée du Commonwealth, dispose d'un certain nombre de parachutistes italiens pour cette tâche.

## L'opération
En mars 1945, les forces aéroportées de l'armée co-belligérante italienne alignée sur les Alliés comprend : l'escadron de reconnaissance Folgore, composé de 114 hommes, composé de 12 sections / escouades sous le commandement du capitaine Carlo Gay et un contingent de 112 hommes, dirigé par le lieutenant Guerrino Ceiner de la 184e division aéroportée Nembo : quatre pelotons, chacun composé de trois sections / escouades.
Après avoir été affectés à l'opération Herring, les parachutistes italiens reçoivent une mise à jour rapide mais approfondie de la formation sous la supervision d'un officier britannique du SOE, le major Alex Ramsay, qui aurait été satisfait de la performance des parachutistes italiens.

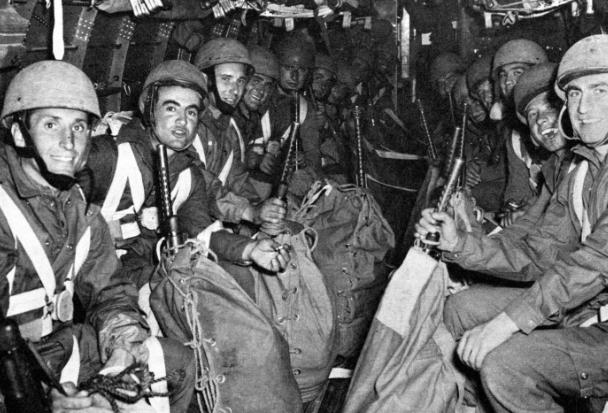
Parachutistes italiens en route vers la zone de largage de l'opération Herring.

La mission d'une durée de 36 heures implique huit largages sur autant de zones au sud du fleuve Pô, au sud-est de Ferrare, la zone de Mirandola, et Poggio Rusco et l'autoroute Modène - Mantoue. Chaque parachutiste est équipé d'une mitraillette italienne Beretta MAB avec 400 cartouches, des charges explosives, quatre grenades à main, un poignard, des cartes et de la nourriture pour 48 heures.
Dans la nuit du 19 au 20 avril 1945, les parachutistes italiens, accompagnés d'au moins un parachutiste britannique les ayant rejoints, sautent de 14 avions de transport Douglas C-47 du 64e Troop Carrier Group des États-Unis.
Lors de la chute, les hommes s'éparpillent considérablement, quelques-uns sont capturés à l'atterrissage, et 16 paracadutisti se barricadent dans une ferme après avoir été encerclés par les forces allemandes. Lorsque l'affrontement s'achève, les Italiens manquant de munitions, seuls deux survivants seront capturés par les Allemands.
D'autres groupes de paracadutisti s'avéreront plus efficaces, infligeant de lourds dégâts et subissant de légères pertes. Deux escouades de l'escadron « F » (18 personnes) capturent deux petites villes, Ravarino et Stuffione, font 451 prisonniers et tiennent la position jusqu'à l'arrivée des forces terrestres alliées. Certains paracadutisti font preuve de cruauté : plusieurs prisonniers allemands auraient été assassinés de sang-froid par leurs ravisseurs. Les Allemands rendront la pareille en tuant quelques prisonniers italiens ou des civils.

## Conséquences

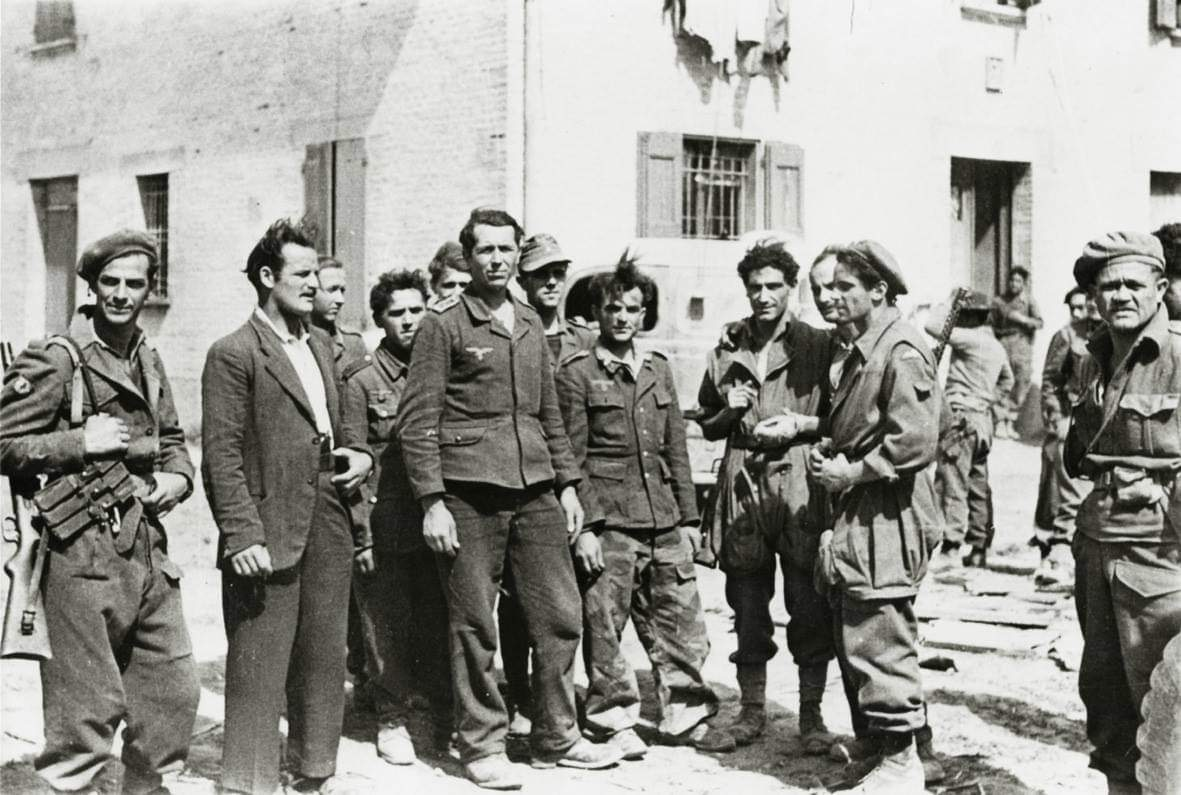
Prisonniers allemands capturés par des paras italiens (Mirandola, avril 1945).

L'opération Herring dura plus de 72 heures au lieu des 36 initialement prévues, mais s’avéra être un succès. Avec une certaine aide de la part des groupes de partisans locaux, selon certaines sources, 481 soldats allemands ont été tués, 1 983 se sont rendus, 44 véhicules ont été détruits et de nombreux véhicules capturés, dont des chars, des voitures blindées et des canons, 77 lignes téléphoniques coupées, trois ponts capturés intacts et un site de stockage de munitions dynamité. Les alliés dénombrent 31 morts (dont un sergent parachutiste britannique) et 10 à 12 blessés. Un lieutenant italien et un soldat reçurent à titre posthume la médaille d'or de la bravoure.